# 三菱電機フィナンシャルソリューションズ
三菱電機フィナンシャルソリューションズ株式会社（みつびしでんきフィナンシャルソリューションズ、略称：MEFS）は、三菱電機と三菱HCキャピタルの合弁会社。三菱電機グループ唯一のファイナンス会社であり持分法適用会社。資金面・人的面では、三菱電機グループと三菱UFJフィナンシャル・グループ双方につながりを持つ。
2022年10月1日に三菱電機クレジット株式会社から社名を変更した。

## 主力製品・事業
- ファイナンス・リース、オペレーティング・リース、空調設備リース、割賦、クレジット、マンションリフォームローン、ファクタリング、ストラクチャードファイナンス、プロジェクトファイナンス、エクイティファイナンス、PFI等

## 沿革
- 1970年 -  三菱電機商品クレジット株式会社発足[4]。
- 1971年 – リース事業取扱開始[4]。
- 1982年 - 三菱電機クレジット株式会社に社名変更[4]。地域各月販会社統合[4]。
- 1983年 - 社団法人日本クレジット産業協会（現・一般社団法人日本クレジット協会）加入[4]。
- 1985年 - 株式会社シー・アイ・シー加盟[4]。
- 1999年 – メルコクラブカード（三菱電機グループ社員向けクレジットカード）発行[4]。
- 2003年 – 三菱電機、ダイヤモンドリース（現・三菱HCキャピタル）との合弁事業発足[4]。
- 2004年 - ISO14001認証取得[4]。
- 2005年 – プライバシーマーク付与認定取得[4]。
- 2007年 - 日本貸金業協会加入[4]。
- 2022年10月1日 - 三菱電機フィナンシャルソリューションズ株式会社に社名変更[3]。

## 事業所
2024年2月時点。
- 本社・東京支店 - 東京都品川区大崎1-6-3 日精ビルディング
- 関西支店 - 大阪府大阪市福島区福島7-20-1 KM西梅田ビル11F
- 中部支店 - 愛知県名古屋市中区丸の内3-20-9 三晃社ビル5F
- 北海道支店 - 北海道札幌市中央区北4条西5-1 アスティ45ビル
- 東北支店 - 宮城県仙台市青葉区花京院1-1-20　花京院スクエア13F
- 北陸支店 - 石川県金沢市広岡3-1-1 金沢パークビル10F
- 四国支店 - 香川県高松市寿町1-3-2 日進高松ビル5F
- 中国支店 - 広島県広島市中区立町2-27 メットライフ広島立町ビル10F
- 九州支店 - 福岡県福岡市中央区天神2-12-1 天神ビル4F
- 熊本支店 - 熊本県熊本市中央区水前寺公園14-22 パークビル6F